# 狄斯彬
狄斯彬（1505年—1588年），字文中，號環溪，應天府溧陽縣人，軍籍，明朝政治人物，官至監察御史。

## 生平
嘉靖二十二年（1543年）癸卯科應天府鄉試第六十一名。嘉靖二十六年（1547年）丁未科三甲第一百二十七名進士。刑部觀政，官行人司行人，改廣東道監察御史。嘉靖三十一年十二月（1553年初），光祿寺少卿馬從謙舉報提督宦官杜泰貪污，反被誣誹謗。巡視給事中孫允中與狄斯彬也上疏彈劾杜泰，世宗本因之前眾臣諫言其醮齋之事懷恨，馬從謙奏章中又提及此事，因此大怒，將馬從謙和杜泰關入詔獄。允中、斯彬謫邊方雜職。降为典史，升汝宁府推官、南京兵部主事，歷郎中，出为湖广佥事、参议。

## 家族
曾祖狄竭；祖父狄欽，贈南京工部郎中；父狄津。母葛氏；繼母楊氏。子狄同煃，辛酉举人、大城知县。